# 구글 주소록
구글 주소록(Google Contacts)은 구글이 개발한 연락처 관리 서비스이다. 안드로이드 모바일 앱, 웹 앱, Gmail의 사이드바(구글 워크스페이스의 일부)에서 사용이 가능하다.

## 역사
구글 주소록은 2007년 초 도입된 Gmail의 내장 연락처 관리자에서 기원한다.